# Christoph von Blumröder
Christoph von Blumröder (* 18. Juli 1951 in Northeim) aus dem Adelsgeschlecht Blumröder ist ein deutscher Musikwissenschaftler.

## Werdegang
Blumröder studierte an der Universität Freiburg im Breisgau Musikwissenschaft bei Hans Heinrich Eggebrecht, Philosophie und Neuere Deutsche Literaturgeschichte.
Nach seiner Promotion im Jahr 1979 war Blumröder Wissenschaftlicher Mitarbeiter am Handwörterbuch der musikalischen Terminologie (1972–2006). Ab 1980 lehrte Blumröder auch an der dortigen Universität, an der er sich 1990 habilitierte.
Nach Lehrstuhlvertretungen an der Universität Bonn im Wintersemester 1991/92 und an der Universität des Saarlandes im Sommersemester 1995 folgte er im Wintersemester 1996/97 einem Ruf auf die Professur für Musik der Gegenwart am Musikwissenschaftlichen Institut der Universität zu Köln. Dort begründete er die Veranstaltungszyklen Komposition und Musikwissenschaft im Dialog (1997) und Raum-Musik (1998) sowie die Schriftenreihe Signale aus Köln. Beiträge zur Musik der Zeit und wurde 1999 zum Vorsitzenden des Vereins Signale aus Köln gewählt.
Darüber hinaus ist Blumröder Mitglied des Zentrums für Moderneforschung an der Universität zu Köln und war von 2002 bis 2007 am Kulturwissenschaftlichen Forschungskolleg Medien und kulturelle Kommunikation beteiligt.
Sein spezifisches Interesse gilt der elektroakustischen Musik, die er als einen Schwerpunkt in Forschung und Lehre am Kölner Musikwissenschaftlichen Institut etablierte.

## Publikationen (Auswahl)
- Der Begriff „Neue Musik“ im 20. Jahrhundert (= Freiburger Schriften zur Musikwissenschaft. XII). München/Salzburg 1981.
- Die Grundlegung der Musik Karlheinz Stockhausens (= Archiv für Musikwissenschaft. Beiheft 32). Stuttgart 1993.
- (Hrsg.): Karlheinz Stockhausen: Texte zur Musik 1970–1977. Band 4: Werk-Einführungen, Elektronische Musik, Weltmusik, Vorschläge und Standpunkte, Zum Werk Anderer. Köln 1978. – Texte zur Musik 1977–1984. Band 5: Komposition. Band 6: Interpretation. Köln 1989. – Texte zur Musik 1984–1991. Band 7: Neues zu Werken vor Licht, Zu Licht bis Montag, Montag aus Licht. Band 8: Dienstag aus Licht, Elektronische Musik. Band 9: Über Licht, Komponist und Interpret, Zeitwende. Band 10: Astronische Musik, Echos von Echos. Kürten 1998.
- mit Wolfram Steinbeck: Die Symphonie im 19. und 20. Jahrhundert. Teil 2: Stationen der Symphonik seit 1900 (= Handbuch der musikalischen Gattungen. III, 2). Laaber 2002.
- François Bayles Musique acousmatique. In: Chr. von Blumröder (Hrsg.): Kompositorische Stationen des 20. Jahrhunderts (= Signale aus Köln. Beiträge zur Musik der Zeit. Band 7)., Münster 2004, S. 186–213.
- Neue Musik im Spannungsfeld von Krieg und Diktatur (= Signale aus Köln. Beiträge zur Musik der Zeit. Band 13). Wien 2009.
- Musique concrète – Elektronische Musik – Akusmatik. Konzeptionen der elektroakustischen Musik. In: T. Hünermann, Chr. von Blumröder (Hrsg.): Topographien der Kompositionsgeschichte seit 1950. Pousseur, Berio, Evangelisti, Kagel, Xenakis, Cage, Rihm, Smalley, Brümmer, Tutschku (= Signale aus Köln. Beiträge zur Musik der Zeit. Band 16). Wien 2011, S. 196–206.
- Die elektroakustische Musik. Eine kompositorische Revolution und ihre Folgen (= Signale aus Köln. Beiträge zur Musik der Zeit. Band 22). Wien 2017, ISBN 978-3-85450-422-1.